# Privacy and Civil Liberties Oversight Board
Das Privacy and Civil Liberties Oversight Board (PCLOB) der Vereinigten Staaten von Amerika ist eine durch den US-Kongress geschaffene, unabhängige Kontrollinstanz, die mit der Aufgabe betraut ist, die Maßnahmen der US-Regierung zur Terrorismusbekämpfung zu überwachen und dabei den Schutz der Privatsphäre und der Bürgerrechte sicherzustellen.

## Geschichte

### 2004–2006: Entstehung
Angeregt durch eine Empfehlung der 9/11-Kommission wurde 2004 das Privacy and Civil Liberties Oversight Board (PCLOB) durch den Intelligence Reform and Terrorism Prevention Act of 2004 geschaffen. Das Gremium bestand aus fünf vom Präsidenten ernannten Mitgliedern und war organisatorisch dem Executive Office des US-Präsidenten zugeordnet. Es wurde von einem Executive Director und weiterem Personal unterstützt.
Kritiker merkten an, dass das Gremium nicht über die notwendige Unabhängigkeit vom US-Präsidenten verfügte, um eigenständige Bewertungen vorzunehmen oder unparteiische Empfehlungen auszusprechen.

### 2007–2012: Reform zur Unabhängigkeit – andauernde Handlungsunfähigkeit
Nach der gesetzlichen Umstrukturierung des PCLOB durch den Implementing Recommendations of the 9/11 Commission Act of 2007 wurde das Gremium als unabhängige Behörde mit fünf vom Senat zu bestätigenden Mitgliedern neu konstituiert. Die ursprüngliche, dem Weißen Haus zugeordnete Struktur wurde damit formell beendet.
Trotz mehrerer Nominierungen durch die Präsidenten George W. Bush und Barack Obama konnte bis 2012 keine arbeitsfähige Besetzung erreicht werden. Der Senat verzögerte die Bestätigungen, wodurch das Gremium über mehrere Jahre hinweg beschlussunfähig blieb und keine operative Tätigkeit entfalten konnte.
Erst im August 2012 bestätigte der Senat vier Mitglieder, darunter James X. Dempsey, Elisebeth Collins Cook, Rachel Brand und Patricia M. Wald. Die Nominierung von David Medine als Vorsitzender wurde zu diesem Zeitpunkt jedoch noch nicht berücksichtigt.

### 2013: Beginn der unabhängigen Arbeit
Im Januar 2013 nominierte Präsident Barack Obama David Medine erneut für den Vorsitz des PCLOB. Die Bestätigung durch den US-Senat erfolgte am 7. Mai 2013 mit knapper Mehrheit.
Mit der Bestätigung wurde das Board erstmals nach seiner Reorganisation arbeitsfähig. Es veranstaltete im Juli 2013 seinen ersten öffentlichen Workshop und im November desselben Jahres die erste Anhörung zu Überwachungsprogrammen der  National Security Agency (NSA).
Am 23. Januar 2014 veröffentlichte das PCLOB einen vielbeachteten Bericht zur Massenüberwachung durch die NSA auf Grundlage von Section 215 des USA Patriot Act. Der Bericht stellte fest, dass dem Programm eine tragfähige gesetzliche Grundlage fehle und es keine überzeugenden Nachweise für einen konkreten Beitrag zur Terrorismusbekämpfung gebe.

### 2017–2019: Beschlussunfähigkeit
Nach dem Rücktritt von David Medine als Vorsitzender im Juli 2016 und dem späteren Ausscheiden weiterer Mitglieder war das PCLOB ab Anfang 2017 erneut ohne Beschlussfähigkeit, da nicht genügend vom Senat bestätigte Mitglieder im Amt waren. Damit konnte das Board keine offiziellen Berichte oder Empfehlungen herausgeben. Die Handlungsunfähigkeit wurde von zivilgesellschaftlichen Organisationen und mehreren Kongressmitgliedern kritisiert, insbesondere im Kontext wachsender Überwachungskapazitäten der US-Behörden.

### 2019: Reaktivierung und Rolle im Data Privacy Framework
Im Oktober 2019 wurde das PCLOB durch die Bestätigung mehrerer Mitglieder unter der Trump-Regierung wieder beschlussfähig. In den folgenden Jahren veröffentlichte das Board mehrere Berichte, unter anderem zur Überprüfung der Anwendung von Section 702 des Foreign Intelligence Surveillance Act (FISA). Mit der Executive Order 14086 erhielt das Gremium den Auftrag, die als Beschwerdestellen geschaffenen Civil Liberties Protection Officer (CLPO) und das Data Protection Review Court (DPRC) zu kontrollieren und jährlich einen Bericht zu deren Arbeit zu veröffentlichen. Damit nimmt es im neu geschaffenen Beschwerdemechanismus des Datenschutzrahmen EU-USA die Rolle des Aufsichtsgremiums ein.

### 2025: Erneute Beschlussunfähigkeit
Am 20. Januar 2025 forderte das Weiße Haus unter Präsident Donald Trump die drei verbliebenen von der Demokratischen Partei ernannten Mitglieder des PCLOB auf, ihren Rücktritt einzureichen, darunter die Vorsitzende Sharon Bradford Franklin. Mit ihrem Ausscheiden verblieb nur ein einziges Mitglied im Board, Beth Ann Williams, womit das Gremium erneut beschlussunfähig wurde. Zwei demokratische Mitglieder wurden im Mai 2025 nach einem Gerichtsbeschluss wieder eingesetzt. Die Amtszeit der Vorsitzenden, welche als einzige Hauptamtliche die Befugnis zur Anstellung von Personal hat, war allerdings bereits abgelaufen.